# Philipp Hälg
Philipp Hälg (* 3. November 1991 in Vaduz) ist ein ehemaliger liechtensteinischer Skilangläufer.

## Werdegang
Hälg trat bis 2011 bei Juniorenrennen an. Ab 2011 nahm er vorwiegend am Alpencup teil. Sein erstes von insgesamt 25 Weltcuprennen lief er im Dezember 2011 in Davos, welches er auf dem 66. Platz über 30 km Freistil beendete. Bei den nordischen Skiweltmeisterschaften 2013 im Val di Fiemme belegte er den 56. Platz im Skiathlon und den 41. Rang über 15 km Freistil. Bei den Olympischen Winterspielen 2014 in Sotschi erreichte er den 43. Rang im Skiathlon und den 27. Platz über 15 km klassisch. In der Saison 2015/16 belegte er bei der Tour de Ski 2016 den 43. Platz. Dabei holte er in Oberstdorf mit dem 28. Platz bei der 15 km Massenstartetappe seine ersten Weltcuppunkte. Bei den nordischen Skiweltmeisterschaften 2017 in Lahti belegte er den 35. Platz im Skiathlon und den 30. Rang über 15 km klassisch. Nach der Saison 2016/17 beendete er seine Karriere.